# Ogre Battle
Az Ogre Battle  a hatodik dal a brit Queen együttes 1974-es Queen II albumáról. A szerzője Freddie Mercury énekes volt, mint ahogyan az album úgynevezett Fekete oldalára kerülő összes dalnak. Az együttes korai pályafutásának egyik legkeményebb műve, gyors tempója és szaggatott gitárszólamai a thrash metal művek egyik legelső képviselőivé teszik. Szövegvilága jól illik az album misztikus hangulatába, két ogre barátságos küzdelméről számol be.

## Áttekintés
Már 1972-ben elkészült, de Mercury addig nem akarta felvenni, amíg nem kaptak több stúdióidőt, hogy minden elképzelésüket megvalósíthassák (hasonló „átmentett” dal volt még a May által írt White Queen). Ezért fordulhatott elő, hogy már azelőtt játszották élőben egyes elemeit, mielőtt felvették volna.
Kevés ismétlődő rész van benne. A sikításokat Mercury produkálta, de a legmagasabb hangokat Roger Taylor énekelte ki a kórus végén. A Brian May a csatazajt imitálta a Red Special gitárjával, ez Taylor dobolásával együtt akkoriban szokatlan sebességet eredményezett. Mercury kérésére Roy Thomas Baker producer néhány progresszív rock megoldást alkalmazott, például rögtön a bevezetőben a fordítva felvett gitárt szembeállította az eredetivel, de ilyen volt az erősen visszhangosított gong is. Egyike az album néhány olyan dalának, amelyik nem ér határozottan véget, hanem egybefolyik a következő dallal – ebben az esetben a The Fairy Feller’s Master-Stroke-val.
Létezett a dalnak egy a BBC rádió stúdiójában 1973. december 3-án felvett verziója, amely az 1989-ben megjelent At the Beeb albumra került fel. Összességében alig tíz másodperccel volt rövidebb, mint az eredeti, de mégis lényegesebb változásokat tartalmazott, az egész hangszerelés keményebb lett, eltűnt az eredeti verzió félperces bevezetője, és más befejezést is kapott. Összességében egyfajta koncertfelvétel jellege volt, a legjobban ez a vokáloknál érződik: míg a BBC felvételen Taylor énekli a magas, May az alacsony részeket, Mercury pedig a fő éneket, addig a több odafigyeléssel elkészített stúdióverzióban mindet Mercury énekli.
Nagy kedvenc volt a koncerteken, 1973-tól 1978-ig szinte minden élő előadáson eljátszották. A stúdió verziótól lényegesen lassabban adták elő, de így is megmaradt a feszessége, köszönhetően a torzított gitárhangzásnak és az agresszív ritmusszekciónak. Az előadást rendszerint rövid szünetekkel, és jobban kiemelt szólókkal tarkították.
Az 1974. november 20-án a Rainbow Theatre-ben készült koncertfilmen is szerepelt, ez 1992-ben Live at the Rainbow címen jelent meg, kizárólag a Box of Tricks díszdobozos kiadás részeként.
1995-ben egy japán stratégiai videójátékot neveztek el a dalról. A játék alfejezeteinek a címe is Queen dalokból eredt, például: Let Us Cling Together, The March of the Black Queen és In the Lap of the Gods.

## Idézetek
Freddie írta az Ogre Battle-t, amely egy nagyon heavy metalos gitárdal. Furcsának tűnhet, hogy ő ilyet írt. De amikor Freddie gitárt ragadott, frenetikus energia szállta meg. Úgy tűnt, mintha egy nagyon ideges állat gitározna. Ő egy nagyon türelmetlen ember, és a saját játékával szemben is az volt. Nem volt túl sok technikai készsége, de a fejében mindig megvolt, hogy mit is akar. A jobb keze hihetetlenül gyorsan mozgott. Hajlama volt E flatben, A flatban és F-ben játszani. És ezek nem azok a helyek, ahová a kezed természetesen esik, ha gitáron játszol.

## Közreműködők
- Ének: Freddie Mercury
- Háttérvokál: Freddie Mercury, Brian May, Roger Taylor

Hangszerek:
- Roger Taylor: Ludwig dobfelszerelés
- John Deacon: Fender Precision Bass
- Brian May: Red Special